# Gornje Babine
Gornje Babine (en serbe cyrillique : Горње Бабине) est un village de Serbie situé dans la municipalité de Prijepolje, district de Zlatibor. Au recensement de 2011, il comptait 229 habitants.

## Démographie
| 1948 | 1953 | 1961 | 1971 | 1981 | 1991 | 2002 | 2011 |
| ---- | ---- | ---- | ---- | ---- | ---- | ---- | ---- |
| 531  | 609  | 632  | 602  | 493  | 402  | 262  | 229  |

|  |